# Сісакет
15°07′12″ пн. ш. 104°19′18″ сх. д. / 15.12° пн. ш. 104.32166666667° сх. д.Провінція Сісакет (тай. ศรีสะเกษ; Північна кхмерська: ซีซะเกด) є однією з сімдесяти шести провінцій Таїланду (Чангват). Розташована у північно-східній частині Таїланду, регіоні під назвою Ісан. Сусідні провінції (із заходу за годинниковою стрілкою): Сурін, Рой Ет, Ясотхон і Убонратчатхані. На півдні вона межує з Оддар Меанчі та Преа Віхеар у Камбоджі.

## Географія
Провінція розташована в долині річки Мун, притоки Меконгу. Гірський хребет Дангрек, який утворює кордон з Камбоджею, знаходиться на півдні провінції. Загальна площа лісів 1,025 км2 (0,396 миля2) або 11,5 відсотка території провінції. Національний парк Кхао Пхра Віхан займає площу 130 км2 гір Дангрек на південному сході провінції. Заснований 20 березня 1998 року, він названий на честь зруйнованого храму Кхмерської імперії Прасат Преа Віхеар, який зараз знаходиться в Камбоджі, який був центром суперечки про кордон. Храм розташований на північ і був збудований для мешканців області Сісакет. Спочатку карти показували, що він знаходиться в Таїланді. Але під час визначення кордонів французами для договору з Сіамом у 1907 році, кордон був проведений не за природним вододілом, як планувалося, а так, що храм опинився на стороні, яка належала Франції (тепер Камбоджа).
Уряд Таїланду проігнорував відхилення й далі вважав храм провінцією Сісакет. У середині 1950-х років нова незалежна Камбоджа протестувала проти тайської «окупації» того, що на французькій карті показано як їхнє. Оскільки французька карта була явно неправильною, у 1962 році уряд Таїланду погодився передати спір до Міжнародного суду. Суд вирішив з рахунком дев'ять проти чотирьох, що кордон, вказаний на карті 1907 року, є правильним, і віддав храм Камбоджі. Хоча доступ до храму здебільшого здійснюється з території Таїланду, оскільки з камбоджійської сторони до нього важко дістатися через рівнини, що лежать на кілька сотень метрів нижче біля підніжжя стрімкої скелі. Уряд Камбоджі планує побудувати канатну дорогу для зручності туристів, але проект поки що не реалізовано через невирішені питання власності на деякі території, які є предметом спору між Камбоджею та Таїландом.

### Національний парк
Існує один національний парк разом із п'ятьма іншими національними парками, які складають регіон 9 (Убонратчатхані) заповідних територій Таїланду.
- Національний парк Кхао Пра Віхан, 130 км2 (50 миля2)[5]

### Заповідники дикої природи
Є два заповідники дикої природи разом із чотирма іншими заповідниками дикої природи, які становлять регіон 9 (Убонратчатхані) заповідних територій Таїланду.

## Історія
Багато кхмерських руїн, знайдених у провінції, показують, що ця територія мала важливе значення для кхмерської імперії принаймні до 12 століття, хоча вона, очевидно, була малонаселеною. Згідно з місцевою традицією, він був відомий як Шрі Накорн Ламдуан (ศรีนครลำดวน) Пізніше його назвали Кхухан на честь міста, побудованого наприкінці 15 століття нашої ери під час правління короля Аюттхаї Боромаратчі III. Етнічні лаоси почали заселяти північну частину провінції, і в 1786 році утворили місто Сісакет, підпорядковане Хухану. У 1904 році Сісакет перейменували на Хухан, тоді як оригінальний Хухан називався Хуай Нуа.

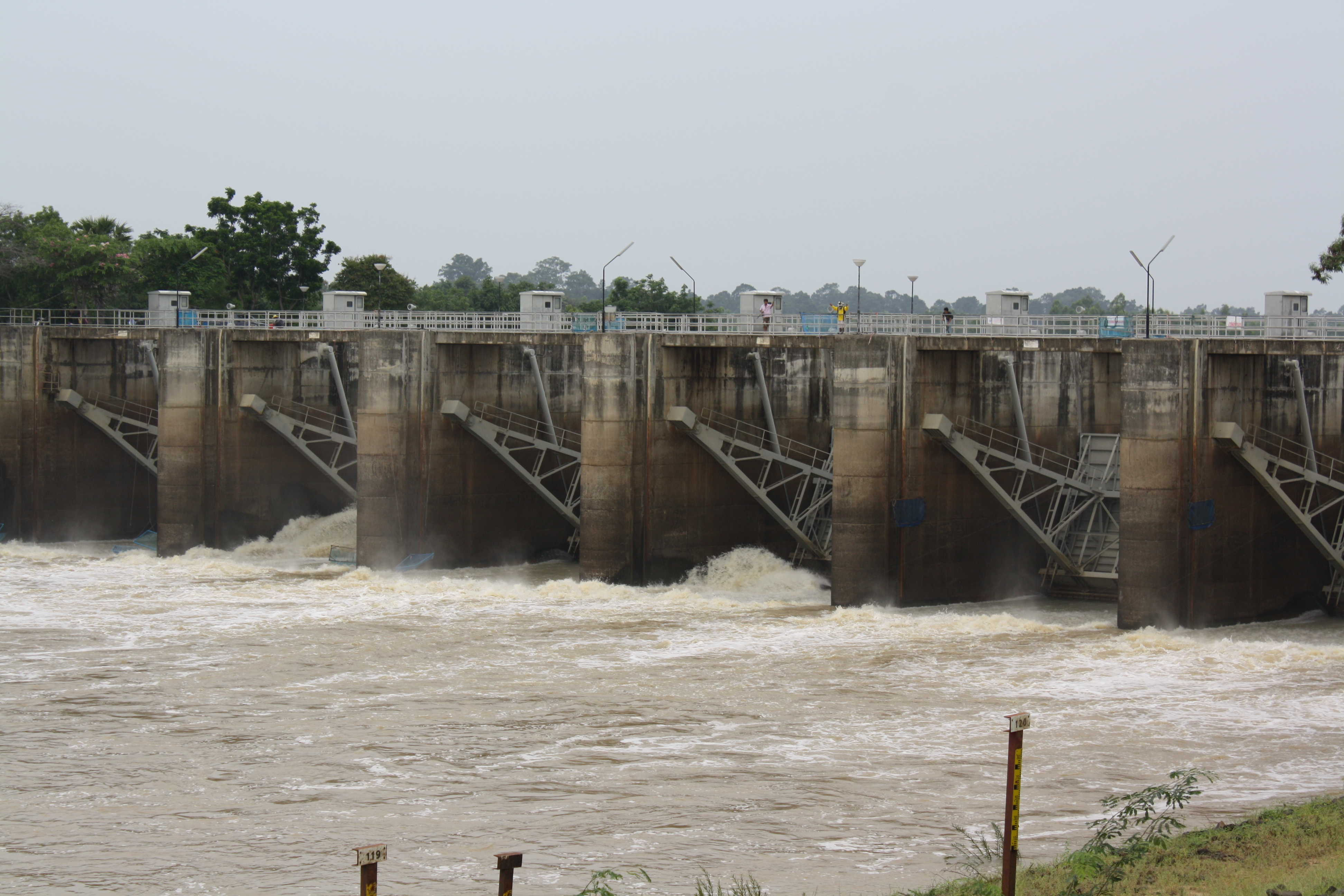
Гребля Расі Салай

Монтхон Удон Тхані був створений у 1912 році і взяв на себе управління більшою частиною регіону. У 1933 році місячну систему скасували, і провінція Хукхан управлялася безпосередньо з Бангкока. Через п'ять років назву міста та провінції відновили на Сісакет, а район, що містить Хуай Нуа, названо Кхухан.
Гребля Расі Салай, побудована тут у 1994 році, була неофіційно виведена з експлуатації в липні 2000 року після спустошення місцевих фермерських сіл. 

## Демографія
Провінцію населяють чотири основні етнічні групи: куї, лаоси, кхмери та єри. Сісакет — одна з провінцій, де проживає значне північне кхмерське населення. Згідно з переписом 2000 року, 26,2 відсотка населення розмовляють кхмерською мовою. Це менше порівняно з переписом 1990 року, коли повідомлялося, що 30,2 відсотка населення розмовляли кхмерською мовою. Більшість людей говорять лаоською мовою.

## Символи
На печатці провінції зображено Прасат Хін Бан Само, кхмерський храм, якому близько 1000 років, у районі Пранг Ку.
Провінційним деревом і квіткою провінції є біле сирне дерево (Melodorum fruticosum). Шість листочків квітки символізують шість оригінальних районів провінції: Хукхан, Кантаралак, Утумпхон Фісай, Кантараром, Расі Салай і Кхун Хан.

## Економіка
Сісакет переважно сільськогосподарський. Серед інших сільськогосподарських продуктів, він відомий своїм часником і цибулею-шалот, за які він був нагороджений реєстрацією ГУ в 2020 році.

## Адміністративний поділ
Провінція поділяється на 22 округи (амфои). Округи далі поділяються на 206 підрайонів (тамбони) і 2411 сіл (мубани).

### Місцевий уряд
На кінець листопада 2019 року в провінції Сісакет була одна провінційна адміністрація та 37 міських районів. Сісакет та Кантаралак мають статус міст, а ще 35 районів вважаються муніципалітетами. Решта територій керуються 179 районними адміністраціями.

## Транспорт
Сісакет знаходиться на північно-східній залізничній лінії від Бангкока (กรุงเทพอภิวัฒน์) до Варіна Чамрапа (วารินชำราบ). Головним вокзалом Сісакета є залізнична станція Сісакет. Сісакет має часте автобусне сполучення до та з Північного автовокзалу Бангкока (тай. หมอชิดใหม่)

## Здоров'я
Головною лікарнею Сісакета є лікарня Сісакет, регіональна лікарня, яка перебуває під управлінням Міністерства охорони здоров'я.